# Полуденная Кая
Полуденная Кая — река в России, протекает в Юрлинском районе Пермского края и Афанасьевском районе Кировской области. Устье реки находится в 2,6 км по левому берегу реки Кая. Длина реки составляет 10 км.
Исток реки на Верхнекамской возвышенности в Пермским крае близ границы с Кировской областью в 13 км к западу от посёлка Чус. Генеральное направление течения — юго-запад, примерно посредине течения перетекает в Кировскую область. Всё течение проходит по ненаселённому лесу. Впадает в Каю, которая выше устья Полуденной Каи называется Северной Каей, в 8 км к северо-востоку от села Бисерово.

## Данные водного реестра
По данным государственного водного реестра России относится к Камскому бассейновому округу, водохозяйственный участок реки — Кама от истока до водомерного поста у села Бондюг, речной подбассейн реки — бассейны притоков Камы до впадения Белой. Речной бассейн реки — Кама.
По данным геоинформационной системы водохозяйственного районирования территории РФ, подготовленной Федеральным агентством водных ресурсов:
- Код водного объекта в государственном водном реестре — 10010100112111100000528
- Код по гидрологической изученности (ГИ) — 111100052
- Код бассейна — 10.01.01.001
- Номер тома по ГИ — 11
- Выпуск по ГИ — 1